# La Vengeance de Ringo
Pour plus de détails, voir Fiche technique et Distribution.
La Vengeance de Ringo (en espagnol : Los cuatro salvajes, en italien : Ringo, il volto della vendetta) est un western spaghetti hispano-italien sorti en 1966, réalisé par Mario Caiano.

## Synopsis
Deux aventuriers, Ringo et Tim, sauvent la vie de Fidel, et découvrent que ce dernier a la carte d'un trésor tatouée sur son dos. Mais le reste des indications est aux mains du shérif.

## Fiche technique
- Titre français : La Vengeance de Ringo
- Titre original espagnol : Los cuatro salvajes[2]
- Genre : Western spaghetti
- Réalisation : Mario Caiano
- Scénario : Mario Caiano, Eduardo Manzanos Brochero
- Musique : Francesco De Masi
- Production : Cinematografica Emmeci, Estela Films
- Photographie : Julio Ortas
- Montage : Antonio Gimeno
- Durée : 97 min
- Décors : Jaime Perez Cubero, Josè Luis Galicia
- Pays :  Espagne,  Italie
- Année de sortie : 1966
- Date de sortie en salle en France : 25 octobre 1967[3]

## Distribution
- Anthony Steffen (VF : Jacques Deschamps) : Ringo
- Frank Wolff (VF : Henry Djanik) : Trikie Ferguson
- Eduardo Fajardo (VF : Claude Bertrand) : Tim
- Armando Calvo (VF : Pierre Garin) : Fidel
- Alejandra Nilo (VF : Régine Blaess) : Manuela
- Alfonso Godá (VF : Armand Mestral) : le shérif Sam Dellinger
- Ricardo Canales (es) (VF : Georges Hubert) : le maire de San Agustin
- Nazzareno Natale (VF : Jean Violette) : Paco
- Antonio Orengo (VF : Georges Atlas) : le prêtre aux funérailles
- Rafael Vaquero (VF : Alain Nobis) : l'homme de main de Ferguson
- Amedeo Trilli : le chef de village mexicain